# Igor Tudor
Igor Tudor, född 16 april 1978 i Split, Jugoslavien (nuvarande Kroatien), är en kroatisk före detta professionell fotbollsspelare och sedermera tränare. Tudor spelade för Juventus FC åren 1998–2007 och spelade sedan en säsong i den kroatiska klubben HNK Hajduk Split. Den 22 juli 2008 meddelade Tudor att han var tvungen att sluta med fotbollen på grund av en återkommande vristskada.
Tudor deltog i Fotbolls-VM 1998 och i Europamästerskapet i fotboll 2004. Han utsågs 2002 till årets bästa spelare i Kroatien.